# Thalatha Atukorale

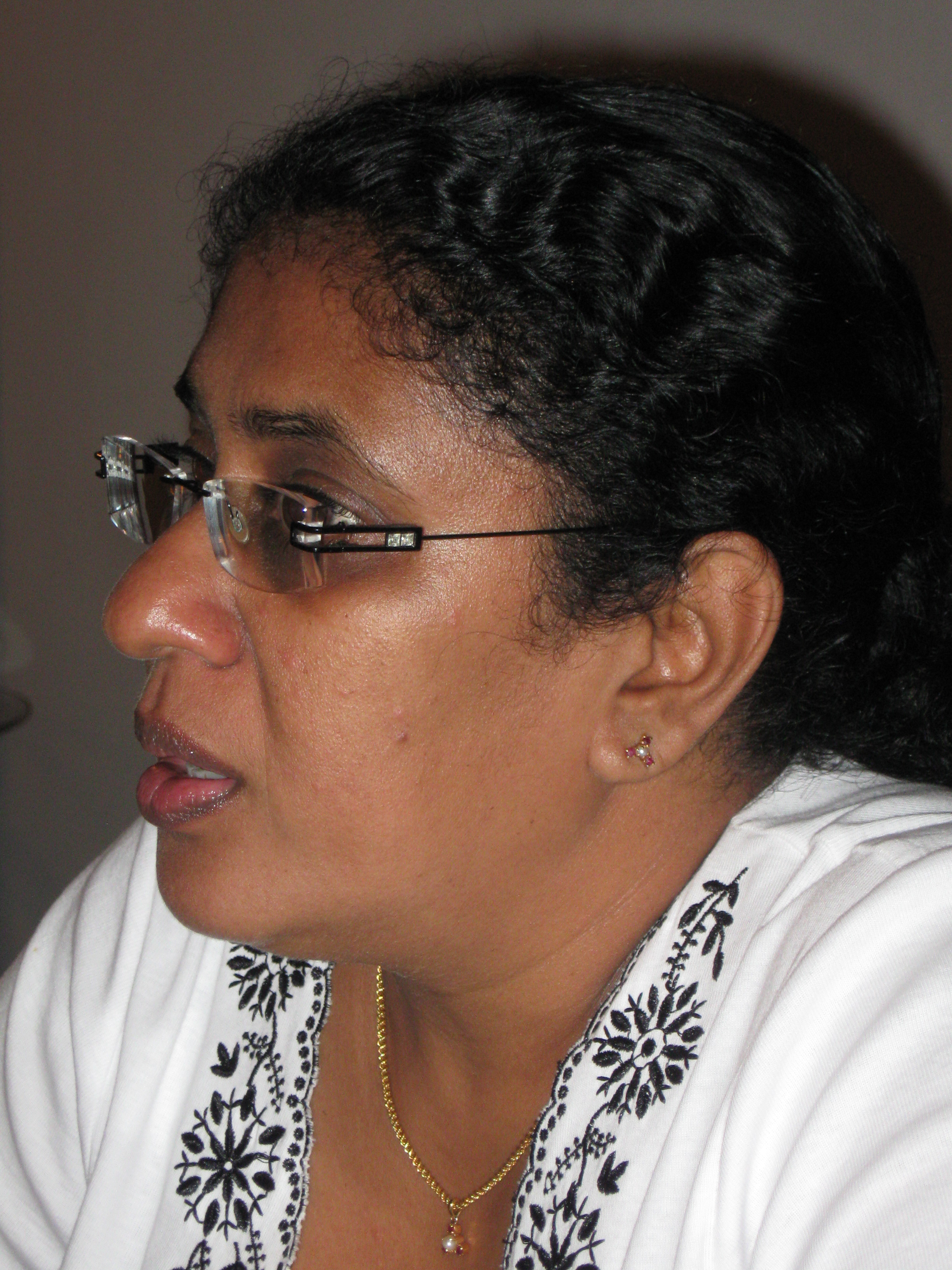
Thalatha Atukorale

Thalatha Atukorale (Tamil தலதா அத்துகோரல, geb. 30. Mai 1963) ist eine sri-lankische Politikerin und Mitglied des Parlaments von Sri Lanka. Atukorala wurde am 12. Januar 2015 von Präsident Maithripala Sirisena zur Cabinet Minister für „Foreign Employment Promotion and Welfare“ ernannt. Außerdem wurden ihr am 25. August 2017 die Aufgaben der Justizministerin übertragen. Damit wurde sie zur ersten Frau in dieser Position in Sri Lanka.
Sie ist die Schwester des Politikers Gamini Atukorale, des ehemaligen Ministers und „Assistant Leader“ der United National Party. Erst nach dem Tod ihres Bruders 2004 begann sich Atukorale politisch zu engagieren. Sie gewann einen Sitz im Parlament für den Wahlbezirk Ratnapura 2004, 2010 und 2015.